# Wyss (Patrizierfamilie, mit der Lilie)

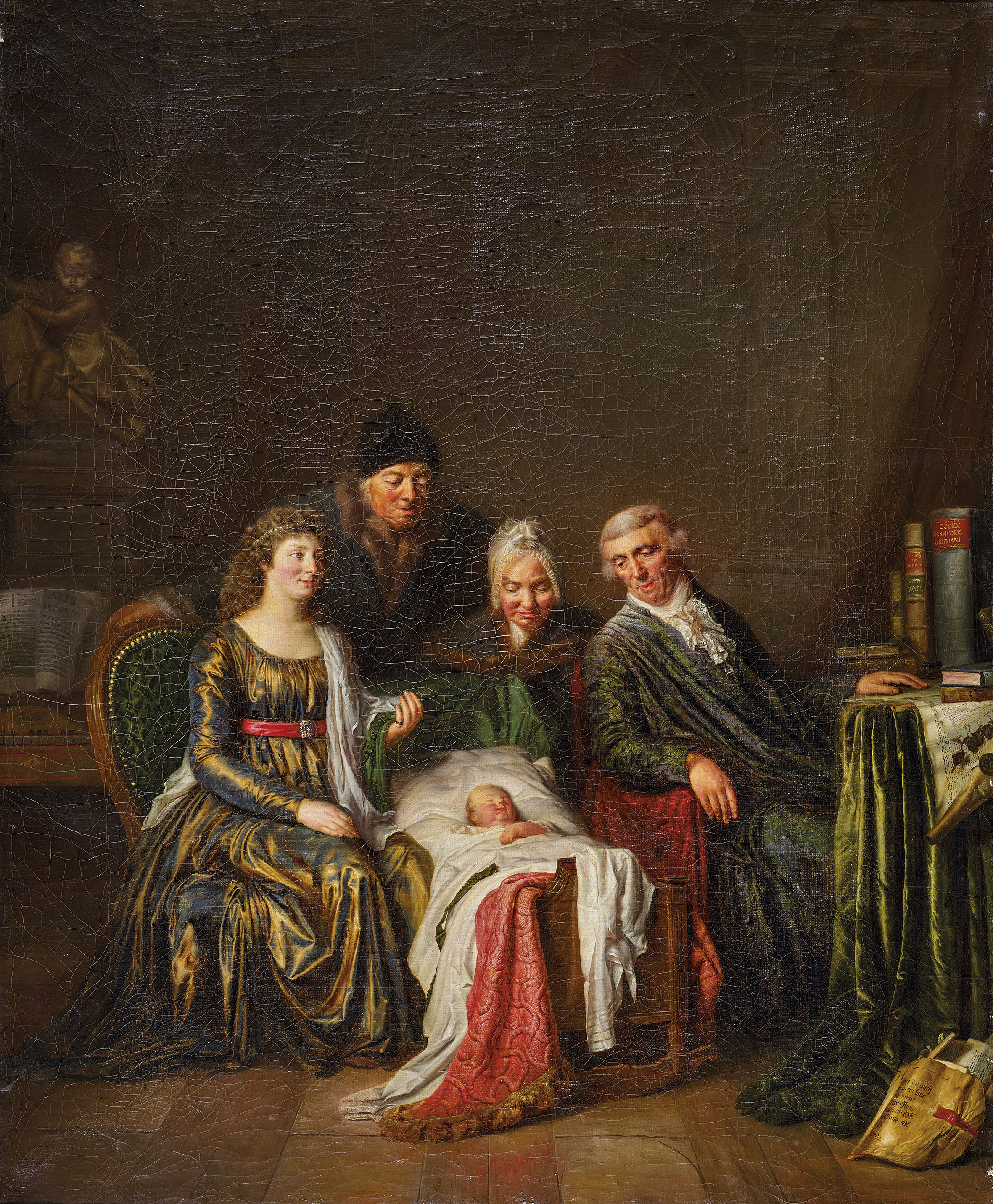
Die Familie des Franz Salomon Wyss, Bildnis von Pierre-Nicolas Legrand (1796)

Die Familie Wyss, mit der Lilie im Wappen, war eine Berner Patrizierfamilie, die seit ungefähr 1500 das Burgerrecht der Stadt Bern besass und 1887 ausstarb.

## Personen
- Hans Wyss († 1548), Landvogt zu Bonmont
- Hans Wyss († 1600), Landvogt zu Saanen, Stiftschaffner zu Zofingen
- Bernhard Wyss (1542–1588), Herr zu Rümligen
- Hans Rudolf Wyss (1554–1594), Herr zu Rümligen
- Jakob Wyss († 1592), Herr zu Villars, Landvogt zu Yverdon, Landvogt zu Lausanne, des Kleinen Rats
- Hans Wyss (1588–1638), Chorschreiber, Landvogt zu Saanen, des Kleinen Rats, Landvogt zu Interlaken
- Hans Jakob Wyss (1577–1623), Herr zu Villars
- Hans Franz Wyss (1615–1673), Herr zu Villars
- David Wyss (1632–1700), Theologe und Hochschullehrer
- Hans Franz Wyss (1646–1710), Landvogt zu Thorberg
- Kaspar Wyss (1656–1734), Stiftschaffner, des Kleinen Rats
- Samuel Wyss (1677–1755), Herr zu Mathod
- Hans Jakob Wyss (1719–1796), Landvogt zu Brandis, Kornherr, Kastlan zu Frutigen
- Franz Salomon Wyss (1750–1817), Deutsch-Lehenskommissär
- Franz Salomon Wyss (1796–1849), Generalmajor in Österreich

## Archiv
- Familienarchiv Wyss (Lilie), Burgerbibliothek Bern, FA Wyss 1–3